# Верона (Њујорк)
Верона (енгл. Verona) насељено је место без административног статуса у америчкој савезној држави Њујорк.

## Демографија
По попису из 2010. године број становника је 852.
| Група             | 2000.    | 2010.       |
| Белци             | 0 (0,0%) | 801 (94,0%) |
| Афроамериканци    | 0 (0,0%) | 6 (0,7%)    |
| Азијати           | 0 (0,0%) | 12 (1,4%)   |
| Хиспаноамериканци | 0 (0,0%) | 17 (2,0%)   |
| Укупно            | 0        | 852         |